# De La Soul
De La Soul är en amerikansk hiphopgrupp från Amityville i delstaten New York.
Medlemmarna är Posdnuos (Kelvin Mercer), Trugoy (David Jude Jolicœur; 1968–2023), och Maseo (Vincent Mason). De bildade bandet i high school och fick snabbt uppmärksamhet, bland annat från producenten Paul Huston, mer känd som Prince Paul. De släppte sitt hyllade debutalbum 3 Feet High and Rising 1989. De medverkar även på Gorillaz album Demon Days och Plastic Beach.

## Diskografi
Studioalbum
- 1989 – 3 Feet High and Rising
- 1991 – De La Soul Is Dead
- 1993 – Buhloone Mindstate
- 1996 – Stakes Is High
- 2000 – Art Official Intelligence: Mosaic Thump
- 2001 – AOI: Bionix
- 2004 – The Grind Date

Livealbum
- 2004 – Live at Tramps, NYC, 1996

EP
- 1994 – Clear Lake Audiotorium
- 2004 – Days Off EP
- 2014 – Premium Soul on the Rocks (med DJ Premier och Pete Rock)

Samlingsalbum
- 2003 – Timeless: The Singles Collection
- 2003 – The Best of De La Soul
- 2004 – De La Mix Tape: Remixes, Rarities and Classics
- 2006 – The Impossible: Mission TV Series - Pt. 1
- 2012 – First Serve

Singlar (urval)
- 1988 - Potholes in my Lawn (US #22)
- 1989 - Buddy / Ghetto Thang (US R&B #18)
- 1989 - Me Myself and I (US #34, US R&B #1, US Rap #1, US Club Play #1)
- 1989 - Say No Go (US R&B #32	, US Rap #11, US Club Play #3)
- 1990 - The Magic Number / Buddy (UR R&B #18, US Rap #2, US Club Play #27)
- 1991 - A Roller Skating Jam Named "Saturdays" (US R&B #43	, US Club Play #6)
- 1991 - Ring Ring Ring (Ha Ha Hey) (US R&B #22, US Rap #3, US Club Play #16)
- 1993 - Breakadawn (US #76, US R&B #30, US Rap #16)
- 1994 - Ego Trippin' (Part Two) (US R&B, US Rap #74)
- 1996 - Stakes Is High (US R&B, US Rap #53)
- 1996 - Itzsoweezee (HOT) (US R&B, US Rap #60, US Club Play #17)
- 1996 - The Bizness (med Common) (US #101, US Rap #19)
- 2000 - Oooh. (med Redman) (US #125, US R&B, US Rap #44)
- 2000 - All Good? (med Chaka Khan) (US #96, US R&B #41, US Rap #6, US Club Play #17)
- 2002 - Baby Phat (med Yummy Bingham) (US R&B #81)